# Alo

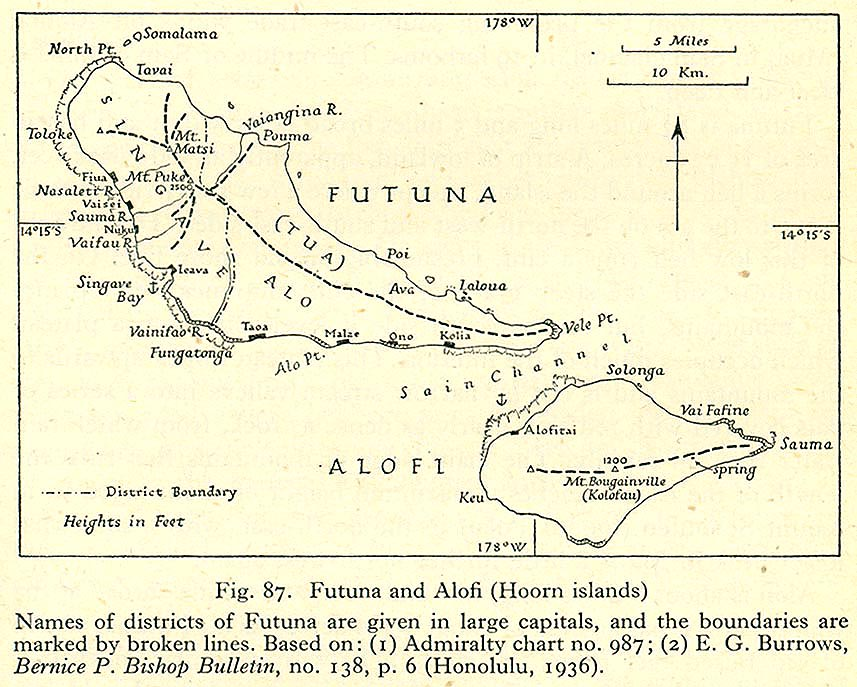
Futuna y Alofi.

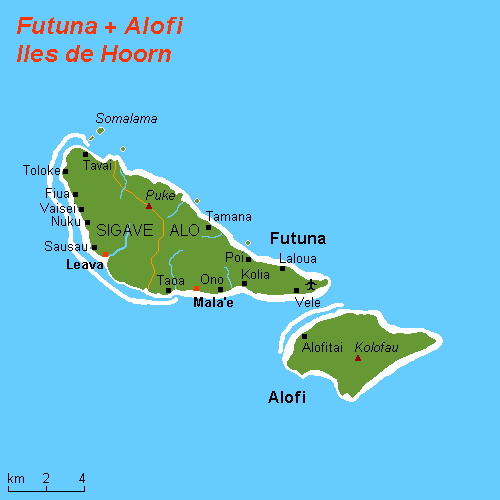

Alo, también conocido (no oficialmente) como Tu'a y Reino de Futuna, es uno de los 3 reinos oficiales del territorio de ultramar francés de Wallis y Futuna, y ocupa dos tercios del este de Futuna, unos 53 kilómetros cuadrados, y la mayor parte de la inhabitada isla Alofi (32 kilómetros cuadrados); el total es de 85 km². Al igual que los otros reinos indígenas de la isla, Alo firmó un tratado con Francia, por el cual pasó a ser un protectorado y posteriormente, un territorio dependiente de la Nueva Caledonia francesa, antes de ser un territorio independiente de ultramar.

El territorio consta de 9 poblaciones, con un censo el 22 de julio de 2003 de 2993 personas. La capital es Mala'e, con una población de 238 personas. El mayor pueblo es Ono, con 738 personas. El rey lleva el título de Tuigaifo, siendo el actual Lino Leleivai, coronado el 29 de noviembre de 2018.
Cuenta con un aeropuerto en el pueblo de Vele.